# Vorauszahlungsbetrug
Vorauszahlungsbetrug oder Rip-Deal (von engl. to rip = entreißen, bzw. to rip off = abreißen, abzocken; deal = Handel) ist die kriminologische Bezeichnung für die Variante einer betrügerischen Tathandlung.

## Ablauf
Die Täter treten als vermeintliche Kreditgeber oder Käufer auf. Die Anbahnung dieser „Geschäfte“ erfolgt auf verschiedenste Art und Weise. Beispielsweise melden sich Täter bei Personen, die im Internet oder in Zeitungen Immobilien oder andere Gegenstände von höherem Wert, so z. B. Schmuck oder Kunstwerke angeboten haben oder z. B. Investitionen suchen. Die Inserenten werden dann unter Vortäuschung von Interesse an dem Objekt zu einem (ausländischen) Treffpunkt gelockt, wo sich die Täter mit ihnen meist in einem seriösen Ambiente, z. B. in einem vornehmen Hotel, treffen. Bei den Treffen interessiert die Täter dann das ursprünglich angebotene Objekt nicht mehr, vielmehr wird den Opfern ein lukratives Devisentauschgeschäft, oft Euro gegen Schweizer Franken, angeboten. In der Regel findet tatsächlich ein Tausch von geringen Summen statt, um das Vertrauen des Opfers zu gewinnen. Dann wird ein Tauschgeschäft von größerem Umfang angeboten. Lässt sich das Opfer hierauf ein, verschwinden die Täter entweder, sobald sie das Geld in den Händen haben, oder sie übergeben dem Opfer mehrere Bündel Geldscheine, von denen jeweils nur der oberste Geldschein echt ist. Manchmal sind die Täter gewaltbereit. Das Dunkelfeld dieses Delikts dürfte beträchtlich sein, da die Täter bei den Provisionszahlungen ganz offen auf Schwarzgeld der Opfer spekulieren, indem sie häufig selbst diese Zahlung als solches anfordern. Die Opfer verzichten in solchen Fällen oft auf eine Strafanzeige.
Glaubwürdigkeit erzeugen die Täter durch gepflegtes Auftreten und eine vorgebliche Identität als wohlhabende Geschäftsleute.
Früher wurde meist ein Devisentausch vorgetäuscht; nachdem diese Masche bekannt geworden ist, treten Täter auch als „Kreditgeber“ oder „Käufer“ auf.